# Маргени (Олт)
Маргени (рум. Mărgheni) насеље је у Румунији у округу Олт у општини Бранковени. Oпштина се налази на надморској висини од 98 m.

## Становништво
Према подацима из 2002. године у насељу је живело 766 становника, од којих су сви румунске националности.